# Marinhas

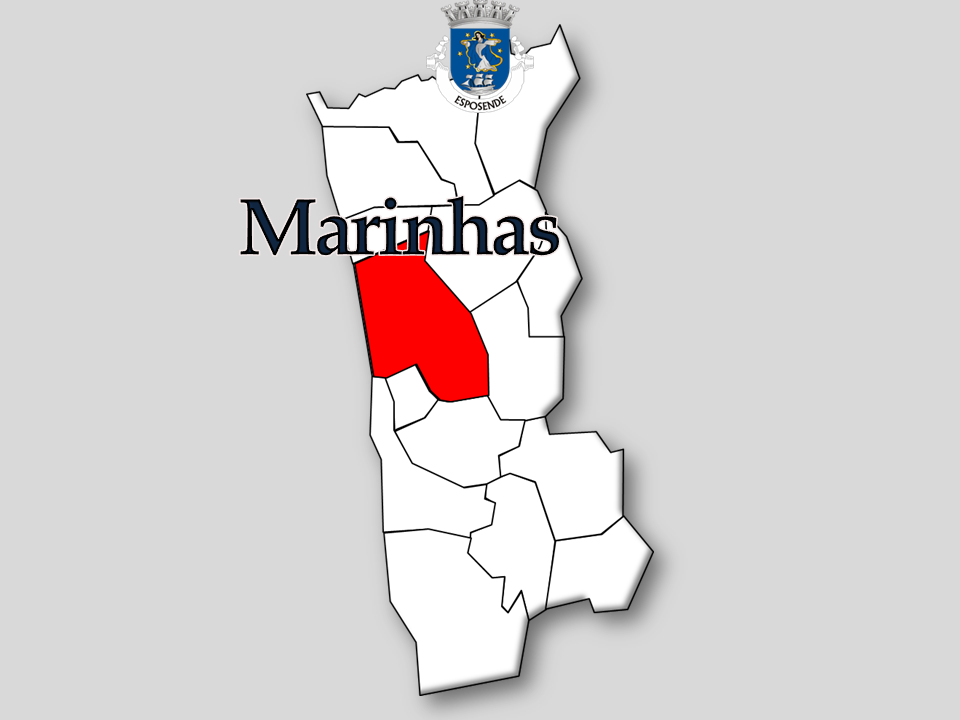
Localização da Freguesia de Marinhas no Município de Esposende

Marinhas é uma localidade portuguesa do Município de Esposende que foi sede da extinta Freguesia de Marinhas, freguesia que tinha 10,43 km² de área e 6 193 habitantes (2011), e, por isso, uma densidade populacional de 593,8 hab./km². 
A Freguesia de Marinhas foi extinta em 2013, no âmbito de uma reforma administrativa nacional, para, em conjunto com as Freguesias de Esposende e Gandra, formar uma nova freguesia denominada União das Freguesias de Esposende, Marinhas e Gandra com sede em Esposende.
A localidade de Marinhas constituiu, juntamente com as de Esposende e Gandra, a cidade de Esposende. Dista cerca de 2 km da sede do Município, sendo limitada a oeste pelo Oceano Atlântico.

## População
| População da freguesia de Marinhas (1864 – 2011) | População da freguesia de Marinhas (1864 – 2011) | População da freguesia de Marinhas (1864 – 2011) | População da freguesia de Marinhas (1864 – 2011) | População da freguesia de Marinhas (1864 – 2011) | População da freguesia de Marinhas (1864 – 2011) | População da freguesia de Marinhas (1864 – 2011) | População da freguesia de Marinhas (1864 – 2011) | População da freguesia de Marinhas (1864 – 2011) | População da freguesia de Marinhas (1864 – 2011) | População da freguesia de Marinhas (1864 – 2011) | População da freguesia de Marinhas (1864 – 2011) | População da freguesia de Marinhas (1864 – 2011) | População da freguesia de Marinhas (1864 – 2011) | População da freguesia de Marinhas (1864 – 2011) |
| ------------------------------------------------ | ------------------------------------------------ | ------------------------------------------------ | ------------------------------------------------ | ------------------------------------------------ | ------------------------------------------------ | ------------------------------------------------ | ------------------------------------------------ | ------------------------------------------------ | ------------------------------------------------ | ------------------------------------------------ | ------------------------------------------------ | ------------------------------------------------ | ------------------------------------------------ | ------------------------------------------------ |
| 1864                                             | 1878                                             | 1890                                             | 1900                                             | 1911                                             | 1920                                             | 1930                                             | 1940                                             | 1950                                             | 1960                                             | 1970                                             | 1981                                             | 1991                                             | 2001                                             | 2011                                             |
| 1 467                                            | 1 617                                            | 1 796                                            | 1 841                                            | 2 025                                            | 2 129                                            | 2 469                                            | 2 837                                            | 3 212                                            | 3 396                                            | 3 760                                            | 4 346                                            | 4 779                                            | 5 677                                            | 6 193                                            |

## Património Imóvel
- Casa das Marinhas
- Farol de Esposende
- Forte de São João Baptista de Esposende
- Moinhos de Abelheira

## Associações
- Cruz Vermelha
- J.U.M.
- Futebol Clube de Marinhas

## Praias
- Praia de Cepães
- Praia de Rio de Moinhos
- Praia do Suave- Mar